# ابراهیم سجزی سیستانی
ابراهیم سجزی سیستانی، از دانشمندان سیستانی قرن اول هجری قمری است. ابراهیم در سال شصت هجری قمری، پانزده حرف از حروف اوستایی در خط «مسند» را، به جای حروفی در خط کوفی، بکار برد. و برای آن اصول وقاعده‌ای ترتیب داد که به مراتب از خط مسند آسانتر بود. بدین ترتیب ابراهیم سجزی مخترع خط معقلی به‌شمار می‌رود.

## جستار های وابسته
- سیستان
- دانشمندان سیستانی
- شاعران سیستانی